# Cantonul Prauthoy
Cantonul Prauthoy este un canton din arondismentul Langres, departamentul Haute-Marne, regiunea Champagne-Ardenne, Franța.

## Comune
| Comune                   | Populație (1999) | Cod poștal | Cod INSEE |
| ------------------------ | ---------------- | ---------- | --------- |
| Chalancey                | 132              | 52160      | 52092     |
| Chassigny                | 267              | 52190      | 52113     |
| Choilley-Dardenay        | 139              | 52190      | 52126     |
| Coublanc                 | 125              | 52500      | 52145     |
| Cusey                    | 233              | 52190      | 52158     |
| Dommarien                | 113              | 52190      | 52170     |
| Le Val-d'Esnoms          | 315              | 52190      | 52189     |
| Grandchamp               | 64               | 52600      | 52228     |
| Isômes                   | 103              | 52190      | 52249     |
| Maâtz                    | 93               | 52500      | 52298     |
| Montsaugeon              | 78               | 52190      | 52340     |
| Occey                    | 146              | 52190      | 52360     |
| Prauthoy                 | 514              | 52190      | 52405     |
| Rivière-les-Fosses       | 214              | 52190      | 52425     |
| Saint-Broingt-les-Fosses | 152              | 52190      | 52446     |
| Vaillant                 | 59               | 52160      | 52499     |
| Vaux-sous-Aubigny        | 705              | 52190      | 52509     |
| Vesvres-sous-Chalancey   | 53               | 52190      | 52519     |